# Dalmacio Langarica
Dalmacio Langarica Lizasoain (Ochandiano, 5 de diciembre de 1919 - Basauri, 24 de enero de 1985) fue un ciclista español, entre los años 1943 y 1955 durante los cuales logró 62 victorias.
Sus mayores éxitos deportivos los obtuvo en la Vuelta a España donde además de lograr 8 victorias de etapa, en la edición de 1946 consiguió la victoria absoluta. También fue campeón de España de montaña en los años 1945 y 1946, y 4º en el Campeonato de ruta de 1945 y 1953.
Al terminar su carrera profesional ejerció como director deportivo en diferentes equipos.

## Palmarés
| 1943 - Sestao - Campeonato de La Rioja 1944 - Subida al Naranco - Subida a Santo Domingo - 2 etapas de la Vuelta a Cantabria - 1 etapa de la Volta a Cataluña - 1 etapa de la Vuelta a Levante 1945 - Campeonato de España de Montaña - GP Vizcaya, más 1 etapa - 1 etapa del Circuito del Norte 1946 - Vuelta a España , más 5 etapas - Campeón de España de Montaña - G.P. Primavera - G.P. Pascuas 1947 - 1 etapa de la Vuelta a Mallorca - Vuelta a Álava | 1948 - 3 etapas en la Vuelta a España - 1 etapa de la Volta a Cataluña - Vuelta al valle de Leniz - Prueba de Legazpi 1950 - 5 etapas de la Vuelta a Portugal - 1 etapa de la Volta a Cataluña 1951 - 1 etapa de la Vuelta a Portugal 1952 - 1 etapa de la Bicicleta Vasca 1953 - G.P. Muxika 1954 - 1 etapa de la Vuelta a Mallorca |

## Resultados en Grandes Vueltas y Campeonatos del Mundo
Durante su carrera deportiva ha conseguido los siguientes puestos en las Grandes Vueltas y en los Campeonatos del Mundo en carretera:
| Carrera         | 1943 | 1944 | 1945 | 1946 | 1947 | 1948 | 1949 | 1950 | 1951 | 1952 | 1953 | 1954 | 1955 |
| --------------- | ---- | ---- | ---- | ---- | ---- | ---- | ---- | ---- | ---- | ---- | ---- | ---- | ---- |
| Giro de Italia  | X    | X    | X    | -    | -    | -    | -    | -    | -    | -    | -    | -    | -    |
| Tour de Francia | X    | X    | X    | X    | -    | -    | Ab.  | -    | 58.º | -    | 73.º | Ab.  | -    |
| Vuelta a España | X    | X    | 14.º | 1º   | -    | 4º   | X    | Ab.  | X    | X    | X    | X    | -    |
| Mundial en Ruta | X    | X    | X    | -    | -    | -    | -    | -    | -    | -    | -    | -    | -    |

-: no participa

Ab.: abandono

X: ediciones no celebradas